# Asteroschema salix
Asteroschema salix är en ormstjärneart som beskrevs av George Richard Lyman 1879. Asteroschema salix ingår i släktet Asteroschema och familjen Asteroschematidae. Inga underarter finns listade i Catalogue of Life.